# Almindelig vibeæg
Almindelig vibeæg (Fritillaria meleagris) eller blot Vibeæg er en flerårig, urteagtig løgvækst med opret vækst. Skuddene er spinkle, hårløse og runde i tværsnit. Blomsterne er regelmæssige med seks blosterblade, der er skakbrætmønstrede i hvidt og purpurrødt.

## Beskrivelse
Skuddene bærer spredtstillede blade, som er linjeformede til smalt ægformede. De er hele med langt tilløbende spids og hel rand. Begge bladsider er lyst grågrønne. Blomstringen sker i april-maj, hvor man finder de enlige blomster endestillet på overhængende skudspidser. Blomsterne er regelmæssige og 3-tallige med seks blosterblade, der er skakbrætmønstrede i hvidt og purpurrødt. I naturen findes også en form med næsten rent hvide blomster, hvor mønstret dog er svagt synligt. Frugten er en trerummet kapsel med mange frø.
Rodnettet består af det 1-2 cm tykke løg og en kage af trævlede rødder
Højde x bredde og årlig tilvækst: 0,20 x 0,15 m (20 x 15 cm/år). Målene kan bruges til beregning af planteafstande i fx haver.

## Hjemsted
Almindelig vibeæg er naturligt udbredt i de centrale og østlige dele af Europa, men den er spredt fra dyrkning og naturaliseret i et langt større område. I Danmark betragtes den som indført, og den er under alle omstændigheder meget sjælden. Arten er knyttet til lysåbne voksesteder med konstant fugtig og tilmed oversvømmet jord, som er ret fattigt på næringsstoffer. Specielt kimplanterne er afhængige af et højt kalkindhold i jorden.
I den sydlige, ungarske del af lavlandsområdet Bodroköz, som ligger mellem floderne Bodrog og Tisza findes arten i tidvist oversvømmede enge sammen med bl.a. løvefod, Achillea ochroleuca (en art af røllike), gul frøstjerne, klokkeensian, kortstilket kløverbregne, langbladet ærenpris, oktobermargerit, Pulsatilla hungarica (en art af kobjælde), sibirisk iris, skovhullæbe, vellugtende agermåne og virgilasters.

## Anvendelse
Planten er let at dyrke, og hvis man er omhyggelig i sin lugning, vil den sprede sig af egen kraft til alle steder i haven, hvor forholdene passer den. Vær opmærksom på, at de lakrøde liljebiller gnaver i alle Fritillaria-planter – foruden i liljerne.
| Portal | Portal:Botanik |

## Note
1. ↑  expbio.bio.u-szeged.hu: Z. Tuba: ’’Overview of the Flora and Vegetation of the Hungarian Bodrogköz’’ (engelsk)